# Arnica sororia
Espèce
Classification phylogénétique
Arnica sororia, l'Arnica parente, est une espèce de plantes herbacées de la famille des Asteraceae. Elle est originaire d'Amérique du Nord.
C'est une plante toxique.